# Goodyear
A Goodyear egy főleg gumiabroncsgyártással foglalkozó multinacionális gumigyártó cég.

## Története

### 1898
A Goodyear céget Frank A. Seiberling alapította 1898-ban. Az első székhelye East Akronban volt, Ohióban egy szalmalemezgyár helyén. A cég elsősorban lópatkóalátéteket, konzerválásokhoz használt tömítőgyűrűket, kerékpár- és lovaskocsiabroncsokat és gumiból készült pókerzsetonokat gyártottak.

### 1904
Feltalálták a leszerelhető gumiabroncsot, amire sok embernek volt szüksége, így az eladásszám is megnőtt.

### 1908
Négy évvel később, 1908-ban, miután Henry Ford megalapította a Ford autógyártó céget, úgy döntött, hogy az első sorozatgyártású autójára, a Ford T-Modelre a Goodyear-gumit szereltet.

### 1917
A Goodyear igazolta, hogy gumijai hosszabb utakra is alkalmasak. E célból néhány teherautót küldtek expedícióra, Wingfoot Express néven.

### 1921
A cég piacra dobta a kifejezetten terepjárókra tervezett terepgumit, amely off-roadra és közútra is alkalmas. A neve Rut-Proof Tyre.

### 1927
Kifejlesztették a teljesen sima felületű, ún. slick gumit.

### 1934
A cég bemutatta a Lifeguard, azaz „életmentő" gumiját. Ezt arra fejlesztették ki, hogy durrdefekt esetén is stabil maradjon az autó futása. Ezzel elkerülve a halálos baleseteket. A gumival csökkent a halálos kimenetelű balesetek száma.

### 1937
A Goodyear elkészítette, és tesztelte az első amerikai gyártmányú szintetikus gumiabroncsot. A háborús erőfeszítések részeként a társaság kutatói tökéletesítették a szintetikus anyagot, amely gyakorlatilag azonos tulajdonságúvá vált a természetes kaucsukkal.

### 1941
Mivel a második világháború éppen zajlott, a megrendelések száma jelentősen megnőtt, mert rengeteg gumi kellett ahhoz, hogy mentőmellény, mentőcsónak és gumiabroncs készülhessen

### 1948
A Goodyeart már a tévében is reklámozták. Itt már vinil padlózatok is voltak. A zenész, Paul Whiteman volt a házigazdája a hetente jelentkező Goodyear-beszámolónak (Goodyear Review).

### 1954
A Goodyear elkészítette a világ első kereskedelmi utasforgalmi szállítószalagját a Manhattan Railroad részére.

### 1963
A Goodyear legyártotta az egymilliárdodik gumiabroncsát. Tartottak egy nagy ceremóniát, amelyen elmondták történetüket és sikereiket.

### 1965
A cég gumijait tesztelte és használta az a jármű, amely először érte el a 600 km/h-s földi  sebességet. A teszten jól működött, és hasznába vették.

### 1971
A Goodyear a Holdon is használatos volt. Az Apollo 14-MET egy szett Goodyear XLT gumiabroncsot kapott a holdon való expedícióra. És szerencsére ez is jól sikerült. Ez volt az első gumimárka a Holdon.

### 1976
A Goodyear a clevelandi klinikával együtt kísérletileg kifejlesztett egy léghajtásos mesterséges szívet.

### 1985
Debütált a Hi-Miler, a gépkocsikban használatos fogazott erőátviteli hajtószíj. A Goodyear bevezette az iparág első élettartam-garanciáját az autóipari csövekre és hajtószíjakra vonatkozóan.

### 1988
A Goodyear elkészítette az első aszimmetrikus mintázatú repülőgép-gumiabroncsot az amerikai légierő F-15-ös vadászrepülőgépeihez, továbbá egyedi gumiabroncsokat kezdett gyártani a haditengerészet A-12-es csatarepülőgépeihez és a McDonnell-Douglas MD-11 utasszállító repülőgépekhez.

### 1992
Kihozták az úgynevezett Aqatred gumit, kifejezetten nedves útfelületre tervezve, amely tökéletes volt ilyen útszakaszokon.

### 1997
A Formula–1 történetének legsikeresebb gumigyártójává vált. 350 alkalommal ünnepelhették a győzelmet, s ezt a rekordot máig nem döntötte meg egyetlen gyár sem.

### 1998
A Goodyear alapítása centenáriumán kivonult a Formula–1-ből. 368 futamgyőzelemmel, 494 versennyel a háta mögött a cég messze a legjobb volt.